# 史繼澤
史繼澤，字潤甫，江西丰城人，清朝政治人物、同進士出身。
光緒十二年（1886年）丙戌科進士，三甲九十四名，同年五月，著交吏部掣签，分发各省以知县即用。后官廣東香山知縣，升廣東羅定、直隸州知州。